# Vickers E.S.1
O Vickers E.S.1 (de Experimental Scout) foi um dos primeiros caças britânicos da Primeira Guerra Mundial. Um biplano monoposto, apenas três E.S.1 foram construídos, embora pelo menos um tenha sido usado por um esquadrão de defesa doméstica do "Royal Flying Corps".

## Projeto e desenvolvimento

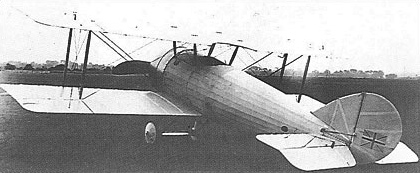
Protótipo do Vickers E.S.1.

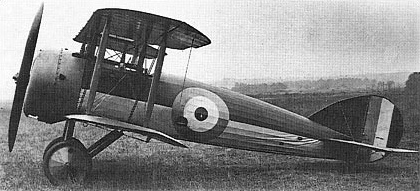
Versão de produção do Vickers E.S.1.

No final de 1914, Harold Barnwell, piloto-chefe de testes da Vickers Limited, projetou um avião de reconhecimento rápido ou "scout" de assento único, e o construiu sem o conhecimento ou a aprovação de seus empregadores, "pegando emprestado" um motor giratório Gnome Monosoupape da Vickers armazena para alimentar a aeronave. Barnwell tentou um primeiro vôo de seu projeto, chamado de "Barnwell Bullet" no início de 1915, mas a aeronave caiu e foi destruída, possivelmente devido a um centro de gravidade mal calculado. Agora ciente do design de Barnwell, Vickers instruiu seu designer júnior Rex Pierson a redesenhar o Bullet.
A aeronave redesenhada, o Vickers E.S.1, era um biplano por tração de monoposto de construção de madeira coberta de tecido. Tinha asas não escalonadas de baia única com ailerons nas asas superior e inferior. Assim como o Barnwell Bullet, o E.S.1 era movido por um motor Monosoupape, bem fechado em uma fuselagem de seção circular. A cabine do piloto estava situada sob o bordo de fuga da asa superior, de onde a visão tanto para baixo quanto para cima era ruim.
O E.S.1 voou pela primeira vez em agosto de 1915, e foi considerado extremamente rápido (uma velocidade de 190 km/h foi reivindicada pela Vickers), e sendo capaz de ganhar altura em um loop. Após testes operacionais na França, ele foi equipado com uma carenagem modificada para permitir que o combustível fosse drenado do motor e foi armado com uma metralhadora Vickers de disparo frontal com o sincronizador de arma Vickers-Challenger, permitindo que a arma disparasse através do disco da hélice. Mais duas aeronaves foram construídas, equipadas com um motor Clerget ou Le Rhône de 110 hp (82 kW). Essas aeronaves tinham uma fuselagem modificada e um grande recorte na asa superior para melhorar a visão do piloto, e foram designadas Vickers ES1 Mark II.[a] Nenhuma produção posterior seguiu, com a aeronave sendo notada como sendo cansativa. para voar e difícil de pousar, embora tenha formado a base para o Vickers FB19.

## Histórico operacional
O E.S.1 desarmado foi enviado para a França para testes operacionais em Saint-Omer, na França, em 1916, onde foi criticado pela visão ruim do piloto e pelo fato de que, se o motor fosse mal manuseado, a gasolina poderia se acumular no capô e pegar incêndio. Foi finalmente danificado em um acidente quando pilotado pelo capitão Patrick Playfair. Depois de reconstruir e armar com uma arma Vickers sincronizada, o E.F.1 Mk I modificado foi enviado para o Esquadrão No. 50 (Home Defence).

## Operadores
Reino Unido
- Royal Flying Corps

## Especificações (E.S.1 Mk II, motor Clerget)
Dados de: Vickers Aircraft since 1908
Descrições gerais
- Tripulação: 1 piloto
- Comprimento: 6,17 m (20 ft)
- Envergadura: 7,455 m (24 ft)
- Altura: 2,44 m (8,0 ft)
- Área alar: 20 m² (215 ft²)
- Peso vazio: 445 kg (981 lb)
- Peso bruto (carregado): 681 kg (1 500 lb)

Motorização
- Número de motores: 1x
- Tipo do motor: Clerget giratório, refrigerado a ar
- Potência por motor: 110 hp (82,0 kW)
- Descrição do propulsor/hélice: Hélice de madeira de passo fixo de 2 pás

Performance
- Velocidade máxima: 180 km/h (112 mph)
- Autonomia: 2 hs
- Razão de subida: 5.1 m/s
- Tecto de serviço: 4 700 m (15 400 ft)

Armamentos
- Metralhadoras/canhões: 1 metralhadora Vickers frontal de .303" (7,7 mm)